# Kakao
Pour les articles homonymes, voir Kakao (homonymie).
Kakao Corporation est une société sud-coréenne spécialisée dans les services mobile et Internet. La société possède plus de 200 filiales et sociétés affiliées, en Corée du Sud et à l'étranger, dans plusieurs domaines très variés. En 2021, elle était considérée comme la troisième entreprise la plus valorisée de Corée du Sud, après Samsung et SK Hynix.
La société est principalement connue pour administrer KakaoTalk, application de messagerie instantanée utilisée par 84 % des sud-coréens, et Kakao Taxi, système de réservation de chauffeur utilisé par 80 % des sud-coréens. 

## Histoire
En mai 2014, Daum fusionne avec Kakao Corp, pour former Daum Kakao, dans une opération valorisée à 3 milliards de dollars. L'entreprise change son nom pour Kakao en 2015.
En janvier 2016, Kakao acquiert une participation de 76,4 % dans LOEN Entertainment, qui possède le service de streaming musical MelOn.
En mai 2021, Kakao annonce l'acquisition des applications Tapas et Radish, pour respectivement 510 et 440 millions de dollars, notamment pour entrer dans le marché américain.
En 2023, Kakao acquiert, avec sa filiale Kakao Entertainment, une participation d'environ 40 % dans l'agence de divertissement SM Entertainment pour environ 1 672 milliard de won (soit environ 1,1 milliard d'euro) et en devient son plus gros actionnaire.

## Filiales
Liste des principales filiales de Kakao Corporation :
- Kakao Enterprise
- Kakao Entertainment
- Kakao G
- Kakao Games
- Kakao Healthcare
- Kakao Investment
- Kakao Mobility
- Kakao Pay
- Kakao Piccoma
- Kakao Ventures

## Kakao Services
Communautés
- Kakao Talk : est une application de messagerie instantanée.
- KakaoStory : est un service de partage d'images, de videos et de musique.
- KakaoPage : est un service internet de lecture.

Divertissement
- KakaoMusic : est une application musicale avec des fonctionnalités de partage.
- MelOn : est un service de streaming musicale.

Mode
- KakaoStyle : est un service de mode mobile.
- KakaoHairshop: est une application mobile pour trouver un salon de coiffure près de soi.

Finance
- KakaoPay :  est un service de portefeuille électronique mobile.
- Kakao Bank : est une banque en ligne.

Transports
- Kakao Taxi : est une application de service de transport, offrant des services de taxi, de chauffeur et de navigation.

- Kakao Bus : est une application qui fournit des informations de localisation et de trafic en temps réel sur les bus.
- KakaoMetro : est une application qui fournit des informations de localisation et de trafic en temps réel sur le métro.
- KakaoMap
- KakaoDriver

Autre 
- KakaoFriends : 7 mascottes liées à la marque